# 哈维尔·巴尔加斯
哈维尔·巴尔加斯（西班牙語：Javier Vargas，1941年11月22日—），墨西哥男子足球运动员，司职守门员。他曾代表墨西哥国奥队参加1967年泛美运动会和1968年夏季奥林匹克运动会，其中1967年泛美运动会获得一枚金牌。